# Wenko Markowski
Wenko Markowski, wł. Weniamin Miłanow Toszew (oryg. bułg. oraz mac. Венко Марковски; ur. 5 marca 1915 w Skopju, zm. 7 stycznia 1988 w Sofii) – jeden z pierwszych poetów tworzących w języku macedońskim, działacz komunistyczny, uczestnik socjalistycznego ruchu oporu w okupowanej Jugosławii. Deklarował podwójną narodowość – równocześnie bułgarską i macedońską.

## Życiorys
Jego rodzina wyjechała do Bułgarii po ustanowieniu w Jugosławii dyktatury królewskiej. W wieku dwudziestu dwóch lat zamieszkał na stałe w Sofii, gdzie związał się z grupą twórców pochodzenia macedońskiego, tworzących w ojczystych dialektach języka macedońskiego (nieposiadającego dotąd skodyfikowanej normy literackiej). Wiersze w rodzimej gwarze publikował na łamach pisma „Ilustracija Ilinden”. W 1938 wydał dwa tomy poezji – Narodowe cierpienie i Ogień, zaś w ciągu kolejnych trzech lat tomy Kołysanka, Goce, Ilinden, Cudowna jest Macedonia, inspirowane dziejami ziem macedońskich i poezją ludową.
W tym samym roku Markowski przystąpił do Macedońskiego Kółka Literackiego działającego w Sofii, funkcjonującego nielegalnie stowarzyszenia imigrantów z Macedonii, w szczególności tych zajmujących się twórczością literacką. Członkowie Kółka spotykali się, by czytać własne utwory i analizować starsze teksty macedońskie, literackie i teoretyczne (m.in. Krste Misirkowa). Większość członków organizacji posługiwała się w poezji językiem bułgarskim. Markowski, obok Kołe Nedełkowskiego, był jedynym wyjątkiem, nadal bowiem tworzył jedynie po macedońsku. Działalność Kółka zamarła w 1941. Równocześnie Markowski był zaangażowanym komunistą. Kilkakrotnie trafiał z tego powodu do więzienia, zaś w 1941 został osadzony w obozie koncentracyjnym.
Zwolniony we wrześniu 1943, przystąpił do macedońskich oddziałów Narodowej Armii Wyzwolenia Jugosławii. Razem z Metodiją Andonowem-Czentą, Strachiłem Grigowem, Borkiem Temelkowskim, Michajło Apostolskim oraz Cwetkiem Uzunowskim wszedł do Komitetu Inicjatywnego przygotowującego utworzenie ciała ustawodawczego przyszłej socjalistycznej Macedonii – Antyfaszystowskiej Rady Wyzwolenia Narodowego Macedonii. Powstała 2 sierpnia tego samego roku w monasterze św. Prochora Pczińskiego. Markowski był jednym z kilku przedstawicieli Macedonii w Antyfaszystowskiej Radzie Wyzwolenia Jugosławii, jednak de facto nie brał udział w jej pracach, podobnie zresztą jak pozostali macedońscy delegaci. Walcząc w partyzantce, nie zaprzestał działalności poetyckiej, tworząc wiersze o tematyce wojennej i politycznej, zebrane w cykl Partyzanci i niewolnicy.
W 1945 był członkiem komisji, której zadaniem było wypracowanie literackiej normy języka macedońskiego. Opowiadał się za zachowaniem w ortografii macedońskiej podobieństw do normy literackiego języka bułgarskiego, nie zaś za przyjęciem zasad wzorowanych na języku serbsko-chorwackim. Przeważyło jednak stanowisko przeciwne, a decyzje komisji, tworzące standard językowy w oderwaniu od dotychczasowych macedońskich tradycji literackich wzbudziły znaczne kontrowersje. W 1946 jego sztuka W ojczystym zakątku została przymusowo zdjęta z afisza.
Był deputowanym do parlamentu jugosłowiańskiego, następnie do parlamentu Socjalistycznej Republiki Macedonii. W 1949 został aresztowany jako zwolennik Kominformu i spędził dwa lata w więzieniu. W 1955, podczas wizyty Nikity Chruszczowa w Jugosławii, napisał poemat-protest Współczesne paradoksy wymierzony w rządy Tity. Został z tego powodu aresztowany i skazany na pięć lat więzienia w obozie Goli Otok.
Zwolniony po roku, emigrował na stałe do Sofii i pisał odtąd w języku bułgarskim. Publicznie popierał oficjalne bułgarskie stanowisko w sprawie macedońskiej, zakładające, że Macedończycy są jedynie częścią narodu bułgarskiego, krytykował natomiast państwo jugosłowiańskie.